# Glenea parteconjunctevittata
Glenea parteconjunctevittata là một loài bọ cánh cứng trong họ Cerambycidae.